# Henschel Hs 126
Henschel Hs 126 – niemiecki samolot zwiadowczy z okresu II wojny światowej.

## Historia

Silnik Bramo 323 eksponowany w MLP w Krakowie

W latach trzydziestych w lotnictwie państw europejskich dostrzeżono potrzebę budowy samolotów bliskiego zwiadu, współpracujących z wojskami lądowymi w pasie ich działania. Także w momencie utworzenia niemieckiego lotnictwa wojskowego zainteresowano się takim typem samolotu. W Niemczech pierwsze tego typu samoloty opracowały wytwórnie Heinkel Flugzeugwerke i Henschel Flugzeugwerke AG. Pierwsza z tych wytwórni zbudowała samolot Heinkel He 46, a druga Henschel Hs 122. Pierwszy z nich wszedł do produkcji seryjnej, drugi pozostał w stadium prototypu i stał się podstawą do opracowania samolotu Henschel Hs 126. Prototyp samolotu opracowany w wytwórni Henschel został oznaczony jako Henschel Hs 126 V-1, oblatano go w sierpniu 1936 roku. Maszyna napędzana była 12-cylindrowym, chłodzonym cieczą silnikiem rzędowym Junkers Jumo-210 o mocy 600 KM (442 kW), nie spełniał on jednak zakładanych wymogów. Następne prototypy Henschel Hs 126 V-2 i Hs 126 V-3 wyposażono w 9-cylindrowy silnik gwiazdowy Bramo Fafnir-323A-1 o mocy 830 KM (611 kW). Samoloty te stały się podstawą do rozpoczęcia produkcji seryjnej maszyny oznaczonej jako Henschel Hs 126A, przy czym w samolocie tym zastosowano silnik gwiazdowy BMW-132 Dc o mocy 880 KM (648 kW). Produkcję rozpoczęto w lipcu 1938 roku. Później produkowano drugą wersję oznaczoną jako Henschel Hs 126B, która różniła się tylko zastosowanym silnikiem Bramo Fafnir-323A-1. Produkcję seryjną Henschel Hs 126 zakończono w styczniu 1942. Samoloty tego typu były produkowane w szeregu wytwórni i łącznie wyprodukowano ich 913 sztuk, z tego 476 w zakładach Henschel. 
Produkowane wersje samolotu Henschel Hs 126:
- Hs 126 V-1 – pierwszy prototyp
- Hs 126 V-2 i V-3 – następne prototypy (wzorcowe do produkcji seryjnej)
- Hs 126A-0 – seria informacyjna
- Hs 126A-1 – seria produkcyjna wzorowana na prototypie Hs V-2
- Hs 126B-1 – seria produkcyjna z innym silnikiem

## Użycie w lotnictwie

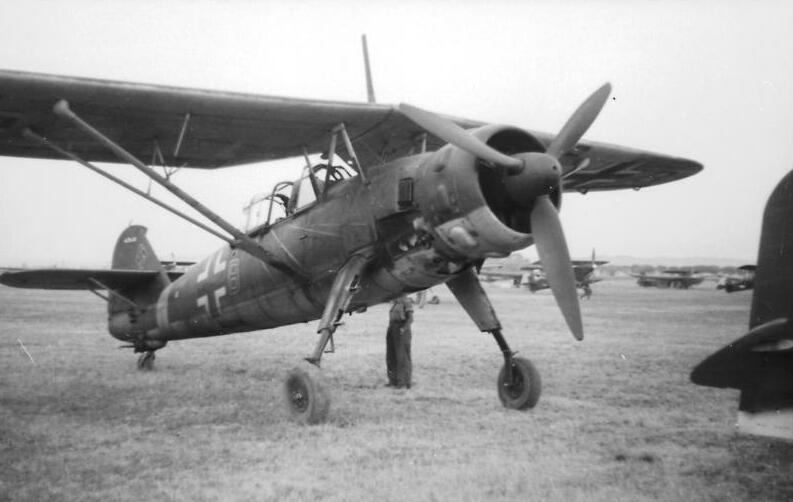
Hs 126 na Sycylii, 1943 r.

Po rozpoczęciu produkcji samoloty Henschel Hs 126 zostały wprowadzone na uzbrojenie jednostek Luftwaffe. Po raz pierwszy użyto ich w działaniach bojowych w Hiszpanii, gdzie 6 samolotów służyło w niemieckim Legionie Condor, w czasie hiszpańskiej wojny domowej. Używano ich do rozpoznania i lekkiego bombardowania. W Polsce podczas kampanii wrześniowej w 1939 roku, oprócz zadań zwiadowczych i współpracy z artylerią używano ich do ostrzeliwania kolumn wojska i ludności cywilnej oraz bombardowań szlaków komunikacyjnych. W Polsce użyto około 250 samolotów Henschel Hs 126A, z czego 17 zostało zestrzelonych przez polskie lotnictwo. Samoloty te stosowano również w następnych latach II wojny światowej. Ponieważ jednak samolot tracił na swojej wartości bojowej od lata 1942 roku zaczęto go zastępować w jednostkach rozpoznawczych bliskiego zwiadu samolotem Focke-Wulf Fw 189. Pod koniec wojny w związku z doświadczeniami z radzieckimi samolotami Po-2 zaczęto stosować samolot Henschel Hs 126 do nocnych bombardowań linii frontu.
Samolotów tego typu użyto w operacji Eiche (akcja uwolnienia Mussoliniego) jako holowników dla szybowców DFS-230. Szybowcami lecieli komandosi z SS-Sonderverband z.b.V. Friedienthal pod dowództwem Hauptsturmführera Otto Skorzennego oraz strzelcy spadochronowi z batalionu I/7 (1 batalion 7 Pułku Strzelców Spadochronowych).

## Konstrukcja
Hs 126 był dwumiejscowym samolotem o konstrukcji metalowej. Kabina pilota była zakryta przezroczystą osłoną, natomiast kabina obserwatora była odkryta, co umożliwiało wykonywanie zdjęć ziemi ręczną kamerą. Samolot był prosty w budowie i łatwy w obsłudze. Odznaczał się krótkim startem i lądowaniem oraz dużą odpornością na postrzały. 